# Ringve botaniske have
Ringve botaniske have er en botanisk have som blev etableret i 1973. Haven ligger ved Ringve Museum og ligger rundt gården Ringve. Anlægget består i dag af godt 130 hektar, og ligger på Ladehalvøen i Trondheim.
Haven blev oprettet som en universitetshave i 1973 og drives i dag av Videnskabsmuseet, der er en afdeling under byens universitet, NTNU. Haven er en klassisk universitetshave. Et arboret blev påbegyndt i 1975. Haven indeholder en lang række planter fra hele Norge og især Trondheim-området, og plantesamlingen bruges til forskning og undervisning. I 2007 blev "Gamlehaven", som indeholder traditionelle haveplanter fra Midt-Norge, indviet. Der findes også en renæssancehave, der blev åbnet i 1994, og som består af en lang række planter, som blev dyrket i Trondheim i 1600-tallet.